# Blade (film, 1973)
Pour les articles homonymes, voir Blade.
Pour plus de détails, voir Fiche technique et Distribution.
Blade est un thriller américain réalisé par Ernest Pintoff, sorti en 1973.

## Synopsis
Un détective de la police criminelle poursuit un tueur en série, qui utilise des couteaux pour tuer ses victimes.

## Fiche technique
- Titre original : Blade
- Réalisation : Ernest Pintoff
- Scénario : Jeff Lieberman et Ernest Pintoff
- Production : George Manasse
- Musique : John Cacavas
- Montage : David Ray
- Pays de production :  États-Unis
- Durée : 90 minutes
- Date de sortie : États-Unis : décembre 1973

## Distribution
- John Marley : Tommy Blade
- Jon Cypher : Petersen
- Kathryn Walker : Maggie
- William Prince : Powers
- Michael McGuire : Quincy
- Joe Santos : Spinelli
- John Schuck : Reardon
- Peter White : Freund
- Keene Curtis : Steiner
- Karen Machon : Connors
- Raina Barrett : Karen Novak
- Ted Lange : Henry Watson
- Arthur French : Sanchez
- Steve Landesberg : Debaum
- Morgan Freeman : Chris
- Rue McClanahan : Gail